# Je suis un homme (chanson de Michel Polnareff)
Pour les articles homonymes, voir Je suis un homme.
Singles de Michel Polnareff
Un train, un soir
(1970) Qui a tué grand-maman ?
(1971)
Je suis un homme est une chanson de Michel Polnareff sortie en 1970.
Elle figure notamment sur diverses compilations :
- album La Compilation, sorti en 1991, réédité en 1998
- compilation 2 DVD Passé présent sorti en 2003
- compilation 5 DVD Les 100 plus belles chansons de Michel Polnareff sorti en 2006

## Histoire
En 1970, après une tournée mondiale réussie mais épuisante, Michel Polnareff et ses musiciens reviennent en France. En mai, ils sont agressés lors d'un concert à Périgueux. Si la jeunesse se reconnaît dans ses excentricités et dans ses chansons sulfureuses, d'autres ne supportent pas les provocations du chanteur qui brave les tabous d'une société conservatrice. Lors du concert du 4 juin à Rueil-Malmaison, « un spectateur se jette sur la scène et frappe le chanteur au bas-ventre et au visage en le traitant de pédé ». Polnareff sombre dans la dépression et passe ses vacances d'été dans une clinique privée à Beaumont-sur-Oise, où il effectue une cure de sommeil pendant 3 mois.
C'est peu après qu'il écrit Je suis un homme, chanson provocatrice dans laquelle il scande son hétérosexualité face à ses détracteurs qui le qualifient d'homosexuel en raison de son attitude pour le moins excentrique pour l'époque (cheveux longs, exhibitionnisme...). Lassé d'être traité de pédé, il demande à son complice Pierre Delanoë, selon le critique des Inrocks Christophe Conte, « de lui écrire une ode à la virilité hétéro-beauf, Je suis un homme, auquel on est largement en droit de préférer le subtil et délicat Ça n'arrive qu'aux autres, tiré du film du même nom ».
Le titre paraît sous le label Disc'AZ en septembre 1970, sur le même 45 tours vinyle que Gloria.